# Río Kotto
El río Kotto es un largo río del África central, uno de los principales afluentes del río Ubangui, a su vez afluente del río Congo. Tiene una longitud de 820 km y discurre íntegramente por la República Centroafricana.

## Geografía
Nace en la parte nororiental del país, en los altos del macizo de Bongo, muy cerca de la frontera con Sudán, (la región de Darfur), a una trentena de kilómetros al sureste del parque nacional André-Félix. El río discurre en dirección preferentemente sur, ligeramente suroeste, atravesando de norte a sur la prefectura de Haute-Kotto, a la que da nombre, y en la que pasa por las localidades de Bani, Ndarasa y Bria, la capital (35 204 hab. en 2003). En su tramo final forma la frontera natural entre las prefecturas de Basse-Kotto, al oeste, y Mbomou, al este. Desagua por la margen derecha en el río Ubangi, en su curso alto, en la localidad de Tangi, no lejos de su nacimiento en la confluencia del río Uele y el río Bomu. En el tramo en el que desagua, como en todo su curso, el Ubangi forma la frontera entre la República Centroafricana y la República Democrática del Congo.
Sus principales afluentes son los ríos Pipi, Ndji y Bongou.

## Hidrometría
El caudal del río se ha observado durante 25 años (1948-73) en Kembé, una localidad situada a poca distancia de su confluencia con el río Ubangui y, a una altitud de 415 metros. En Kembe, el caudal medio anual observado en ese período fue de 447 m³/s para una zona drenada de 78 400 km², es decir, casi la totalidad de la cuenca del río. 
La lámina de agua que discurre en la cuenca alcanzó la cifra de 180 mm por año, que puede considerarse satisfactoria, aunque abundante en el clima de sabana imperante en la mayor parte de su cuenca. 
Kotto es un curso de agua abundante, bastante bien alimentado durante todo el año y bastante regular. Se distinguen los dos períodos clásicos en la región de la sabana del hemisferio norte: el de escasez de agua en invierno-primavera y el crecidas en verano-otoño, periodos correspondientes a la estación seca y húmeda de las regiones cruzado. El caudal medio mensual observado en abril (el mínimo de estiaje) llegó a 151 m³/s, o 6 a 7 veces menos que el medio durante el mes de octubre, que muestra una irregularidad estacional reducida. En el período de observación de 25 años, el caudal mínimo mensual fue de 77 m³/s, mientras que el caudal máximo mensual fue de 1460 m³/s.
| Caudal medio mensual del río Kotto en la estación hidrométrica de Kembe (en m³/s. Datos calculados en el período de 25 años, 1948-1973) |
| |